# George Bickel
George Bickel, o George L. Bickel (Saginaw, 17 febbraio 1863 – Los Angeles, 5 giugno 1941), è stato un attore statunitense teatrale e cinematografico.
In coppia con Harry Watson, formava una famosa coppia comica del vaudeville.

## Spettacoli teatrali
- Me, Him and I (West End Theatre, 26 dicembre 1904)
- Tom, Dick and Harry (Broadway, American Theatre 25 settembre 1905)
- Ziegfeld Follies of 1907 (Broadway, Jardin de Paris 8 luglio 1907)
- Ziegfeld Follies of 1908 (Broadway, Jardin de Paris 15 giugno 1908)
- The Silver Star
- Ziegfeld Follies of 1910 (Broadway, Jardin de Paris, 20 giugno 1910)
- Gypsy Love
- (From) Broadway to Paris (Winter Garden Theatre, 20 novembre 1912)
- Follow the Girl
- George White's Scandals [1919]
- George White's Scandals [1920]
- George White's Scandals [1921]
- The Good Old Days
- Paradise Alley
- The Circus Princess (Winter Garden Theatre, 25 aprile 1927)

## Filmografia
- Actors' Fund Field Day - cortometraggio (1910)
- The Fixer (1915)
- The Politicians, regia di Bert Angeles (1915)
- Keep Moving, regia di Louis Myll (1915)
- Cruel and Unusual, regia di Louis Myll - cortometraggio (1916)
- Hold Fast!, regia di Louis Myll - cortometraggio (1916)
- Going Up, regia di Louis Myll - cortometraggio (1916)
- Look Out Below, regia di Louis Myll - cortometraggio (1916)
- Recaptured Love, regia di John G. Adolfi (1930)
- Soup to Nuts, regia di Benjamin Stoloff (1930)
- Maybe It's Love, regia di William A. Wellman (1930)
- Una notte celestiale (One Heavenly Night), regia di George Fitzmaurice (1930)
- L'uomo che ho ucciso (Broken Lullaby), regia di Ernst Lubitsch (1932)
- Dancers in the Dark, regia di David Burton (1932)
- Pop's Pal, regia di Harry Edwards - cortometraggio (1933)
- Leave It to Dad, regia di Harry Edwards - cortometraggio (1933)